# Przesunięcie ku czerwieni

Widmo uzyskane na Ziemi i odebrane z odległej galaktyki

Zmiana długości fali światła (koloru) wywołana przybliżaniem i oddalaniem (dopplerowska) źródła światła

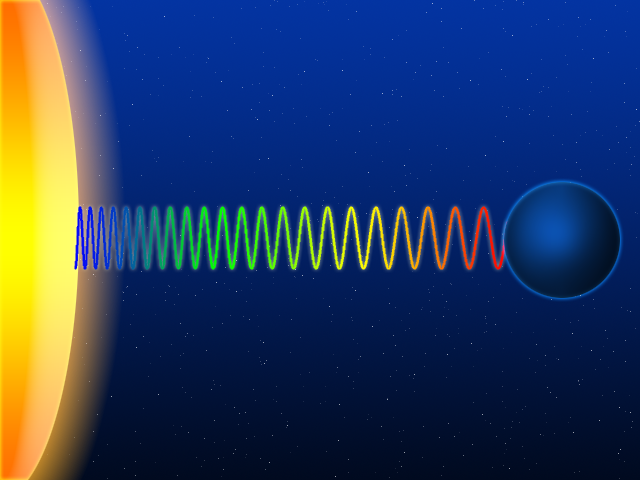
Schematyczne przedstawienie przesunięcia ku czerwieni fali światła uciekającej z powierzchni bardzo masywnego obiektu. Graficzna prezentacja przesunięcia ku czerwieni wynikającego z grawitacyjnego zniekształcenia czasoprzestrzeni przez masywną gwiazdę o dużej gęstości, np. białego karła

Przesunięcie ku czerwieni, poczerwienienie, redshift – zjawisko fizyczne polegające na tym, że linie widmowe promieniowania elektromagnetycznego docierające z niektórych gwiazd lub galaktyk są przesunięte w stronę większych długości fali (mniejszych częstotliwości)
.
Z definicji przesunięcie ku czerwieni {\displaystyle z} jest pomniejszonym o jeden stosunkiem długości fali odebranej z ciała niebieskiego do długości fali emitowanej. Jeżeli emitowana fala ma długość {\displaystyle \lambda _{e},} a obserwuje się falę o długości {\displaystyle \lambda _{o},} to związek pomiędzy tymi długościami można wyrazić wzorem
{\displaystyle z={\frac {\lambda _{o}}{\lambda _{e}}}-1,}
gdzie {\displaystyle z} jest przesunięciem ku czerwieni.
Określenie przesunięcia ku czerwieni wprowadzono ze względu na fakt, iż światło widzialne o najdłuższej fali ma kolor czerwony i w kierunku tego krańca widma przesuwają się linie. Zamiennie mówi się też o poczerwienieniu światła lub widma gwiazdy. Pojęcie to jest na tyle zakorzenione w astronomii, iż również dla zakresu długofalowego widma (podczerwieni czy wręcz fal radiowych) mówi się o przesunięciu ku czerwieni, choć tak naprawdę linie widmowe w tych pasmach oddalają się od barwy czerwonej.
W kosmologii efekt poczerwienienia obserwowany jest dla źródeł światła leżących w znacznej odległości od Ziemi (odległych galaktyk). Przesunięcie to jest proporcjonalne do odległości danego obiektu od Ziemi i jest podstawowym argumentem za modelem rozszerzającego się wszechświata (prawo Hubble’a-Lemaître’a).
Przesunięcie ku czerwieni wykrywa się, analizując położenie linii widmowych pochodzących z danego obiektu. Analizy dokonuje się poprzez porównanie spektroskopowe światła gwiazdy i linii widmowych pierwiastków w laboratorium (np. wodoru).
Przesunięcie ku czerwieni jest wywołane kilkoma przyczynami:
- Oddalanie się źródła światła. Podobne zjawisko zachodzi dla fal dźwiękowych i jest nazywane efektem Dopplera. W tym przypadku, ponieważ mamy do czynienia ze światłem, jest to relatywistyczny efekt Dopplera.
- Rozszerzanie się wszechświata. Poczerwienienie występuje w widmach odległych galaktyk jako konsekwencja ekspansji wszechświata – odleglejsze galaktyki mają większe przesunięcie ku czerwieni.
- Grawitacja – światło „pokonując” grawitację traci energię, czyli zwiększa długość fali. Przykładem jest efekt Sachsa-Wolfe’a. Grawitacyjne przesunięcie ku czerwieni występuje także w płaskiej czasoprzestrzeni, czyli przy braku grawitacji. We wszechświecie statycznym Einsteina natomiast czasoprzestrzeń jest zakrzywiona, ale nie występuje grawitacyjne przesunięcie ku czerwieni[3].

Analogicznie, przesunięcie ku fioletowi występuje, gdy obserwowane źródło światła zbliża się do obserwatora. Takie widma obserwuje się dla obiektów poruszających się w stronę Ziemi (np. Galaktyka Andromedy). Pole grawitacyjne również bywa powodem przesunięcia ku fioletowi.

## Historia
Historia odkrycia ma swój początek w XIX wieku i jest powiązana z efektem Dopplera. Christian Doppler wyjaśnił to zjawisko po raz pierwszy w roku 1842, a jego hipoteza została potwierdzona przez holenderskiego naukowca Christophorusa Buys-Ballot w 1845. Doppler prawidłowo przewidział, iż ten fenomen można stosować w przypadku każdego rodzaju fal, ponadto zasugerował, że zróżnicowanie koloru gwiazd może być wynikiem ich ruchu względem Ziemi. Zanim to zweryfikowano, odkryto iż kolory gwiazd miały związek z ich temperaturą, a nie ruchem.
Pierwsze przesunięcie ku czerwieni Dopplera zostało opisane przez francuskiego fizyka Armanda Fizeau w 1848 – wskazał on przesunięcie w liniach spektralnych gwiazd. Czasami efekt jest nazywany „efektem Dopplera-Fizeau”. W 1868 brytyjski astronom William Huggins jako pierwszy oszacował prędkość gwiazdy oddalającej się od Ziemi, używając wspomnianej metody.
W 1871 optyczne przesunięcie ku czerwieni potwierdzono, gdy zaobserwowano je w liniach Fraunhofera. W 1887 Hermann Vogel i Julius Scheiner odkryli tzw. roczny efekt Dopplera – coroczną zmianę w przesunięciu Dopplera gwiazd, znajdujących się w pobliżu ekliptyki, spowodowane prędkością orbitalną Ziemi. W 1901 Aristarch Biełopolski zweryfikował optyczne przesunięcie ku czerwieni za pomocą systemu rotujących luster.
Określenia „przesunięcie ku czerwieni” najwcześniej użył prawdopodobnie amerykański astronom Walter Sydney Adams w roku 1908, gdy wspomniał on o „dwóch metodach badania natury przesunięcia ku czerwieni”.
Wraz z obserwacjami, które rozpoczęto w 1912, Vesto Slipher odkrył, że większość galaktyk spiralnych, które wówczas uważano za mgławice spiralne, miała znaczące przesunięcia ku czerwieni. Trzy lata później jego artykuł pojawił się w czasopiśmie „Popular Astronomy”. W artykule stwierdził, iż znane wcześniej metody mogły służyć nie tylko do badań spektrum galaktyk, lecz również ich prędkości. Slipher odnotował prędkości 15 mgławic, natomiast wszystkie – oprócz trzech – miały tzw. „prędkość dodatnią”. Następnie Edwin Hubble wykazał przewidzianą w 1927 roku przez Georges Lemaître zależność pomiędzy przesunięciami ku czerwieni tych „mgławic” oraz dystansem do nich, formułując prawo nazwane prawem Hubble’a-Lemaître’a. Te obserwacje potwierdziły prace Aleksandra Friedmana z roku 1922, kiedy opracował on słynne równania Friedmana. Obecnie są one uznawane jako mocny dowód na rozszerzanie się Wszechświata oraz na potwierdzenie teorii Wielkiego Wybuchu.

## Pomiar oraz interpretacja
Zmierzenie spektrum światła pochodzącego z jednego źródła (por. ilustrację na początku artykułu) jest możliwe. Aby określić przesunięcie ku czerwieni, poszukuje się takich elementów widma, jak linie absorpcyjne, linie emisyjne lub inne zmiany natężenia światła. Jeśli te parametry zostaną znalezione, można je porównać ze znanymi cechami w spektrum różnych związków chemicznych poprzez eksperymentowanie na związkach występujących na Ziemi. Bardzo powszechnym pierwiastkiem w kosmosie jest wodór. Spektrum pierwotnie pozbawionego cech światła padającego przez wodór pokaże sygnatury widmowe charakterystyczne dla wodoru, który wykazuje pewne cechy w regularnych odstępach czasu. Gdyby analizę ograniczyć tylko do linii absorpcyjnych, widmo wyglądałoby podobnie jak na ilustracji (u góry po prawej). Jeśli ten sam schemat występowania interwałów jest obecny w obserwowanym widmie z odległego źródła (lecz występuje przy przesuniętych długościach fal), wówczas także można zidentyfikować obecność tego pierwiastka. Jeśli ta sama linia widmowa zostanie zidentyfikowana w obu widmach – ale przy różnych długościach fal – wówczas można obliczyć przesunięcie ku czerwieni (zob. tabelę poniżej). Do określenia przesunięcia ku czerwieni obiektu tą metodą wymagana jest wartość częstotliwości lub zakresu długości fali.
Aby obliczyć przesunięcie ku czerwieni, potrzebna jest wartość długości fali taka, jaka zostałaby zmierzona przez obserwatora znajdującego się w sąsiedztwie źródła i poruszającego się wraz z nim. Ponieważ takiego pomiaru nie można wykonać bezpośrednio (wymagałoby to podróży do odległej gwiazdy będącej obiektem badań), stosuje się metodę wykorzystującą opisane linie widmowe. Przesunięć ku czerwieni nie można obliczyć w następujących przypadkach:
- poprzez obserwacje niezidentyfikowanych cech, których częstotliwość spoczynkowa jest nieznana,
- gdy rozważane widmo nie posiada żadnych cech,
- gdy występuje tzw. Szum biały (przypadkowe fluktuacje w widmie)[17].

Przesunięcie ku czerwieni (i przesunięcie ku fioletowi) można opisać jako względną różnicę między obserwowanymi a emitowanymi długościami (lub częstotliwościami) fal, emitowanych przez obiekt. W astronomii odwołanie do tej zmiany wykonuje się umownie za pomocą tzw. wielkości bezwymiarowej oznaczanej literą z. Jeśli λ reprezentuje długość fali, a f reprezentuje częstotliwość (należy zaznaczyć, że {\displaystyle \lambda f=c,} gdzie {\displaystyle c} jest prędkością światła), wówczas z jest określone poniższymi równaniami:
| Na podstawie długości fali                                                                                    | Na podstawie częstotliwości fali                                                         |
| --- | ---------------------------------------------------------------------------------------- |
| {\displaystyle z={\frac {\lambda _{\mathrm {obsv} }-\lambda _{\mathrm {emit} }}{\lambda _{\mathrm {emit} }}}} | {\displaystyle z={\frac {f_{\mathrm {emit} }-f_{\mathrm {obsv} }}{f_{\mathrm {obsv} }}}} |
| {\displaystyle 1+z={\frac {\lambda _{\mathrm {obsv} }}{\lambda _{\mathrm {emit} }}}}                          | {\displaystyle 1+z={\frac {f_{\mathrm {emit} }}{f_{\mathrm {obsv} }}}}                   |

Po zmierzeniu wartości z, rozróżnienie między przesunięciem ku czerwieni a przesunięciem ku fioletowi jest po prostu kwestią tego, czy z jest dodatnie czy ujemne. Na przykład Dopplerowskie przesunięcia ku fioletowi {\displaystyle (z<0)} są związane z obiektami poruszającymi się w stronę obserwatora (zbliżającymi się do niego). Analogicznie, Dopplerowskie przesunięcia ku czerwieni {\displaystyle (z>0)} są związane z obiektami oddalającymi się od obserwatora. Podobnie, grawitacyjne przesunięcia ku fioletowi są związane ze światłem emitowanym ze źródła znajdującego się w słabszym polu grawitacyjnym, obserwowanym z silniejszego pola grawitacyjnego, podczas gdy grawitacyjne przesunięcie ku czerwieni implikuje przeciwne warunki.

## Wzory
Dla poszczególnych przestrzeni można wyprowadzić różne wzory na przesunięcie ku czerwieni, jak przedstawiono w poniższej tabeli. W każdym z przypadków, wielkość przesunięcia (wartość {\displaystyle z}) jest niezależna od długości fali.
Oznaczenia:
- {\displaystyle z} – przesunięcie ku czerwieni,
- {\displaystyle v_{\|}} – prędkość (jeżeli obiekt oddala się od obserwatora, wartość jest dodatnia),
- {\displaystyle c} – prędkość światła w próżni,
- {\displaystyle \gamma } – czynnik Lorentza,
- {\displaystyle a} – czynnik skali,
- {\displaystyle G} – stała grawitacji,
- {\displaystyle M} – masa obiektu,
- {\displaystyle r} – współrzędne Schwarzschilda,
- {\displaystyle g_{tt}=t,t} – komponenty tensoru metrycznego.

| Rodzaj przesunięcia                     | Przestrzeń                                                       | Wzór |
| --------------------------------------- | ---------------------------------------------------------------- | --- |
| Relatywistyczny efekt Dopplera          | czasoprzestrzeń Minkowskiego (płaska czasoprzestrzeń)            | {\displaystyle 1+z=\gamma \left(1+{\frac {v_{\parallel }}{c}}\right)} {\displaystyle z\approx {\frac {v_{\parallel }}{c}}} dla małych wartości {\displaystyle v} {\displaystyle 1+z={\sqrt {\frac {1+{\frac {v}{c}}}{1-{\frac {v}{c}}}}}} dla ruchu, który odbywa się dokładnie w kierunku promieniowania {\displaystyle 1+z={\frac {1}{\sqrt {1-{\frac {v^{2}}{c^{2}}}}}}} dla ruchu „poprzecznego”. |
| Kosmologiczne przesunięcie ku czerwieni | czasoprzestrzeń FLRW (rozszerzający się wszechświat)             | {\displaystyle 1+z={\frac {a_{\text{obecny}}}{a_{\text{przeszły}}}}} |
| Grawitacyjne przesunięcie ku czerwieni  | dowolna stacjonarna czasoprzestrzeń (np. metryka Schwarzschilda) | {\displaystyle 1+z={\sqrt {\frac {g_{tt}({\text{obserwator}})}{g_{tt}({\text{źródło}})}}}} (dla metryki Schwarzschilda, {\displaystyle 1+z={\sqrt {\frac {1-{\frac {2GM}{c^{2}r_{\text{obserwator}}}}}{1-{\frac {2GM}{c^{2}r_{\text{źródło}}}}}}}}) |

### Efekt Dopplera

Efekt Dopplera: żółta kula (długość fali ok. 575 nm) – w miarę zbliżania się do obserwatora – zmienia kolor na zielony (przesunięcie ku fioletowi – długość fali wynosi ok. 565 nm), po czym zmienia kolor na pomarańczowy gdy się oddala (przesunięcie ku czerwieni – długość fali ok. 585 nm), a gdy przestaje się poruszać – przybiera z powrotem żółty kolor. Aby zaobserwować zmianę koloru w takim stopniu, obiekt musiałby poruszać się z prędkością ok. 5200 km/s, tj. ok. 75 razy szybciej niż wynosi rekord prędkości ustanowiony przez sondę kosmiczną Helios 2.

Jeżeli źródło światła oddala się od obserwatora, wówczas następuje przesunięcie ku czerwieni {\displaystyle (z>0);} jeśli źródło zbliża się od obserwatora, wówczas następuje przesunięcie ku fioletowi {\displaystyle (z<0).} Zależność ta występuje dla każdego rodzaju fal elektromagnetycznych, a jej naturę wyjaśnia efekt Dopplera. Tym samym, taki typ przesunięcia ku czerwieni jest nazywany dopplerowskim przesunięciem ku czerwieni. Jeżeli źródło oddala się od obserwatora z prędkością {\displaystyle v,} która jest dużo mniejsza od prędkości światła w próżni {\displaystyle (v\ll c),} wówczas przesunięcie ku czerwieni wynosi:
{\displaystyle z\approx {\frac {v}{c}}}     (gdy {\displaystyle \gamma \approx 1}),
gdzie {\displaystyle c} jest prędkością światła w próżni. W klasycznym przypadku efektu Dopplera, częstotliwość źródła nie ulega zmianie, lecz ruch recesyjny powoduje złudzenie niższej częstotliwości.
Pełniejsza analiza dopplerowskiego przesunięcia ku czerwieni wymaga rozważenia efektów relatywistycznych, związanych z ruchem źródeł z prędkościami zbliżonymi do prędkości światła w próżni (w artykule relatywistyczny efekt Dopplera znajdują się kompleksowe obliczenia związane z tym efektem). W ogólnym ujęciu, obiekty poruszające się z prędkościami zbliżonymi do prędkości światła w próżni będą „doświadczać” odchyleń od powyższego wzoru ze względu na dylatację czasu opisaną w szczególnej teorii względności; można dokonać jej korekty, wprowadzając do klasycznego wzoru Dopplera czynnik Lorentza {\displaystyle \gamma } w następujący sposób (wyłącznie dla ruchu wzdłuż linii wzroku):
{\displaystyle 1+z=\left(1+{\frac {v}{c}}\right)\gamma .}
To zjawisko zaobserwowano po raz pierwszy podczas eksperymentu, przeprowadzonego w roku 1938 przez Herberta E. Ivesa oraz G.R. Stilwella – było to tzw. doświadczenie Ivesa-Stillwella.
Ponieważ czynnik Lorentza jest zależny tylko od wartości prędkości, przesunięcie ku czerwieni (powiązane z relatywistyczną korektą) będzie niezależne od kierunku poruszania się źródła. Dla porównania, główna część wzoru jest zależna od projekcji wektora ruchu źródła w kierunku pola widzenia, co daje różne wyniki dla różnych kierunków. Jeżeli {\displaystyle \theta } jest kątem między kierunkiem ruchu względnego a kierunkiem emisji światła w stronę obserwatora (kąt zerowy oznacza, iż źródło porusza się dokładnie w kierunku obserwatora), wzór opisujący relatywistyczny efekt Dopplera wygląda następująco:
{\displaystyle 1+z={\frac {1+v\cos(\theta )/c}{\sqrt {1-v^{2}/c^{2}}}},}
natomiast dla ruchu wyłącznie wzdłuż linii wzroku {\displaystyle (\theta =0^{\circ }),} równanie można uprościć do postaci:
{\displaystyle 1+z={\sqrt {\frac {1+v/c}{1-v/c}}}.}
Dla szczególnych przypadków, w których światło dociera do obserwatora pod kątem prostym {\displaystyle (\theta =90^{\circ })} do kierunku ruchu obiektu (z punktu widzenia obserwatora), mówimy wówczas o poprzecznym przesunięciu ku czerwieni, a jego wartość wynosi:
{\displaystyle 1+z={\frac {1}{\sqrt {1-v^{2}/c^{2}}}}.}
Przesunięcie ku czerwieni następuje pomimo faktu, iż obiekt nie oddala się od obserwatora. Nawet gdy źródło porusza się w jego kierunku oraz występuje składowa poprzeczna względem ruchu, wówczas istnieje taka prędkość {\displaystyle v,} przy której dochodzi do niwelowania spodziewanego efektu przesunięcia ku fioletowi, natomiast przy prędkościach większych od {\displaystyle v} nastąpi przesunięcie ku czerwieni źródła.

### Rozszerzanie się Wszechświata

#### Matematyczne pochodne
Następstwa obserwacyjne rozszerzania się Wszechświata można uzyskać, stosując równania z ogólnej teorii względności, które opisują zasadę kosmologiczną jednorodnego i izotropowego Wszechświata.
Do wyznaczania efektu przesunięcia ku czerwieni używa się równania linii geodezyjnej dla fali świetlnej:
{\displaystyle ds^{2}=0=-c^{2}dt^{2}+{\frac {a^{2}dr^{2}}{1-kr^{2}}},}
gdzie:
- {\displaystyle ds} – interwał czasoprzestrzeni,
- {\displaystyle dt} – interwał czasu,
- {\displaystyle dr} – interwał przestrzeni,
- {\displaystyle c} – prędkość światła w próżni,
- {\displaystyle a} – zależny od czasu kosmiczny czynnik skali,
- {\displaystyle k} – zakrzywienie na jednostkę powierzchni.

Dla obserwatora obserwującego grzbiet fali świetlnej w pozycji {\displaystyle r=0} i czasie {\displaystyle t=t_{\mathrm {obecny} },} grzbiet fali świetlnej jest emitowany w czasie {\displaystyle t=t_{\mathrm {wtedy} }} w przeszłości oraz w odległej pozycji {\displaystyle r=R.} Całkując po czasie i przestrzeni, w której podróżuje fala świetlna, uzyskujemy równanie (oznaczone jako równanie nr 1):
{\displaystyle c\int \limits _{t_{\mathrm {wtedy} }}^{t_{\mathrm {obecny} }}{\frac {dt}{a}}=\int _{R}^{0}{\frac {dr}{\sqrt {1-kr^{2}}}}.}
Generalnie, długość fali światła jest różna dla dwóch innych pozycji i czasów, rozpatrywanych ze względu na zmieniające się właściwości metryki. Gdy fala zostanie wyemitowana, ma długość {\displaystyle \lambda _{\mathrm {wtedy} }.} Następny grzbiet fali świetlnej jest emitowany w czasie:
{\displaystyle t=t_{\mathrm {wtedy} }+\lambda _{\mathrm {wtedy} }/c.}
Obserwator dostrzega następny grzbiet obserwowanej fali świetlnej o długości {\displaystyle \lambda _{\mathrm {obecny} },} który przybywa w czasie
{\displaystyle t=t_{\mathrm {obecny} }+\lambda _{\mathrm {obecny} }/c.}
Ponieważ kolejny grzbiet fali jest ponownie emitowany z {\displaystyle r=R} i jest obserwowany w {\displaystyle r=0,} zostaje utworzone równanie nr 2:
{\displaystyle c\int _{t_{\mathrm {wtedy} }+\lambda _{\mathrm {wtedy} }/c}^{t_{\mathrm {obecny} }+\lambda _{\mathrm {obecny} }/c}{\frac {dt}{a}}=\int _{R}^{0}{\frac {dr}{\sqrt {1-kr^{2}}}}.}
Prawe strony równań nr 1 oraz 2 są identyczne, co oznacza:
{\displaystyle c\int _{t_{\mathrm {wtedy} }+\lambda _{\mathrm {wtedy} }/c}^{t_{\mathrm {obecny} }+\lambda _{\mathrm {obecny} }/c}{\frac {dt}{a}}=c\int _{t_{\mathrm {wtedy} }}^{t_{\mathrm {obecny} }}{\frac {dt}{a}}.}
Wykonując poniższe przekształcenia
{\displaystyle {\begin{aligned}0&=\int _{t_{\mathrm {wtedy} }}^{t_{\mathrm {obecny} }}{\frac {dt}{a}}-\int _{t_{\mathrm {wtedy} }+\lambda _{\mathrm {wtedy} }/c}^{t_{\mathrm {obecny} }+\lambda _{\mathrm {obecny} }/c}{\frac {dt}{a}}\\&=\int _{t_{\mathrm {wtedy} }}^{t_{\mathrm {wtedy} }+\lambda _{\mathrm {wtedy} }/c}{\frac {dt}{a}}+\int _{t_{\mathrm {wtedy} }+\lambda _{\mathrm {wtedy} }/c}^{t_{\mathrm {obecny} }}{\frac {dt}{a}}-\int _{t_{\mathrm {wtedy} }+\lambda _{\mathrm {wtedy} }/c}^{t_{\mathrm {obecny} }+\lambda _{\mathrm {obecny} }/c}{\frac {dt}{a}}\\&=\int _{t_{\mathrm {wtedy} }}^{t_{\mathrm {wtedy} }+\lambda _{\mathrm {wtedy} }/c}{\frac {dt}{a}}-\left(\int _{t_{\mathrm {obecny} }}^{t_{\mathrm {wtedy} }+\lambda _{\mathrm {wtedy} }/c}{\frac {dt}{a}}+\int _{t_{\mathrm {wtedy} }+\lambda _{\mathrm {wtedy} }/c}^{t_{\mathrm {obecny} }+\lambda _{\mathrm {obecny} }/c}{\frac {dt}{a}}\right)\\&=\int _{t_{\mathrm {wtedy} }}^{t_{\mathrm {wtedy} }+\lambda _{\mathrm {wtedy} }/c}{\frac {dt}{a}}-\int _{t_{\mathrm {obecny} }}^{t_{\mathrm {obecny} }+\lambda _{\mathrm {obecny} }/c}{\frac {dt}{a}}\end{aligned}},}
obliczamy, że
{\displaystyle \int _{t_{\mathrm {obecny} }}^{t_{\mathrm {obecny} }+\lambda _{\mathrm {obecny} }/c}{\frac {dt}{a}}=\int _{t_{\mathrm {wtedy} }}^{t_{\mathrm {wtedy} }+\lambda _{\mathrm {wtedy} }/c}{\frac {dt}{a}}.}
Dla bardzo małych zmian w czasie (w ciągu okresu jednego cyklu fali świetlnej) współczynnik skali jest w zasadzie stałą {\displaystyle a=a_{\mathrm {obecny} }} dzisiaj oraz {\displaystyle a=a_{\mathrm {wtedy} }} ówcześnie. Dzięki temu uzyskujemy:
{\displaystyle {\frac {t_{\mathrm {obecny} }+\lambda _{\mathrm {obecny} }/c}{a_{\mathrm {obecny} }}}-{\frac {t_{\mathrm {obecny} }}{a_{\mathrm {obecny} }}}={\frac {t_{\mathrm {wtedy} }+\lambda _{\mathrm {wtedy} }/c}{a_{\mathrm {wtedy} }}}-{\frac {t_{\mathrm {wtedy} }}{a_{\mathrm {wtedy} }}},}
co można przekształcić następująco:
{\displaystyle {\frac {\lambda _{\mathrm {obecny} }}{\lambda _{\mathrm {wtedy} }}}={\frac {a_{\mathrm {obecny} }}{a_{\mathrm {wtedy} }}}.}
Korzystając z definicji przesunięcia ku czerwieni, przedstawionej powyżej, uzyskujemy następujące równanie:
{\displaystyle 1+z={\frac {a_{\mathrm {obecny} }}{a_{\mathrm {wtedy} }}}.}
W rozszerzającym się Wszechświecie, takim jak nasz, współczynnik skali jest funkcją monotonicznie rosnącą, a zatem {\displaystyle z} jest dodatnie i zauważamy przesunięcie ku czerwieni w przypadku odległych galaktyk.

#### Rozróżnianie efektów kosmologicznych i lokalnych
W przypadku kosmologicznych przesunięć ku czerwieni {\displaystyle z<0{,}01,} dodatkowe przesunięcia ku czerwieni Dopplera i przesunięcia w błękicie spowodowane osobliwymi ruchami galaktyk względem siebie powodują znaczne odchylenie względem standardowego prawa Hubble’a-Lemaître’a. Wynikającą z tego sytuację można zilustrować rozszerzającym się „wszechświatem gumowym”, powszechną analogią kosmologiczną używaną do opisu rozszerzania się przestrzeni. Jeśli dwa obiekty są reprezentowane np. przez kulki z łożysk, a czasoprzestrzeń przez rozciągający się arkusz gumy, efekt Dopplera jest wywoływany przez toczenie kulek po arkuszu w celu wywołania szczególnego ruchu. Kosmologiczne przesunięcie ku czerwieni występuje, gdy wspomniane kulki są przyklejone do arkusza, a sam arkusz jest rozciągany.
Przesunięcia ku czerwieni galaktyk obejmują zarówno składową związaną z prędkością recesyjną wynikającą z ekspansji Wszechświata, jak i składową związaną ze szczególnym ruchem (przesunięcie Dopplera).
Przesunięcie ku czerwieni spowodowane rozszerzaniem się wszechświata zależy od prędkości recesji w sposób określony przez model kosmologiczny wybrany do opisu rozszerzania się Wszechświata, który bardzo się różni od tego, jak przesunięcie ku czerwieni Dopplera zależy od prędkości lokalnej. Opisując kosmologiczną ekspansję pochodzenia przesunięcia ku czerwieni, kosmolog Edward Robert Harrison powiedział: „Światło opuszcza galaktykę, która pozostaje w spoczynku w swoim lokalnym regionie przestrzeni i ostatecznie jest dostrzegane przez obserwatorów, którzy pozostają w spoczynku w swoim lokalnym regionie przestrzeni. Między galaktyką i obserwatorami, światło przemieszcza się przez rozległe obszary rozszerzającej się przestrzeni. W rezultacie wszystkie długości fal światła są rozciągane przez ekspansję przestrzeni. To takie proste…”Steven Weinberg wyjaśnił: „Wzrost długości fali od emisji do absorpcji światła nie zależy od szybkości zmiany {\displaystyle a(t)}(w tym przypadku {\displaystyle a(t)} jest współczynnikiem skali Robertsona-Walkera) w czasie emisji lub absorpcji, ale zależy od wzrostu {\displaystyle a(t)} w całym okresie od emisji do absorpcji”.
W literaturze popularnej często używa się wyrażenia „Dopplerowskie przesunięcie ku czerwieni” zamiast „kosmologicznego przesunięcia ku czerwieni”, aby opisać przesunięcie ku czerwieni galaktyk zdominowanych przez ekspansję czasoprzestrzeni, ale kosmologicznego przesunięcia ku czerwieni nie stwierdza się za pomocą relatywistycznego równania Dopplera.
który zamiast tego charakteryzuje się szczególną teorią względności; zatem {\displaystyle v>c} jest niemożliwe, podczas gdy ta zależność jest możliwa dla kosmologicznych przesunięć ku czerwieni, ponieważ przestrzeń między dwoma obiektami (takimi jak np. kwazar i Ziemia) może rozszerzać się szybciej niż prędkość światła. W bardziej matematycznym znaczeniu, punkt widzenia, wg którego „odległe galaktyki oddalają się” i punkt widzenia, że „przestrzeń między galaktykami się rozszerza” są powiązane przez zmieniające się układy współrzędnych. Dokładne wyrażenie tej zależności wymaga zastosowania metryki Friedmana-Lemaître’a-Robertsona-Walkera.
Gdyby Wszechświat kurczył się zamiast rozszerzać, widzielibyśmy odległe galaktyki z efektem przesunięcia ku fioletowi o wielkość proporcjonalną do ich odległości zamiast przesunięcia ku czerwieni.